# Herrschaft Wagegg

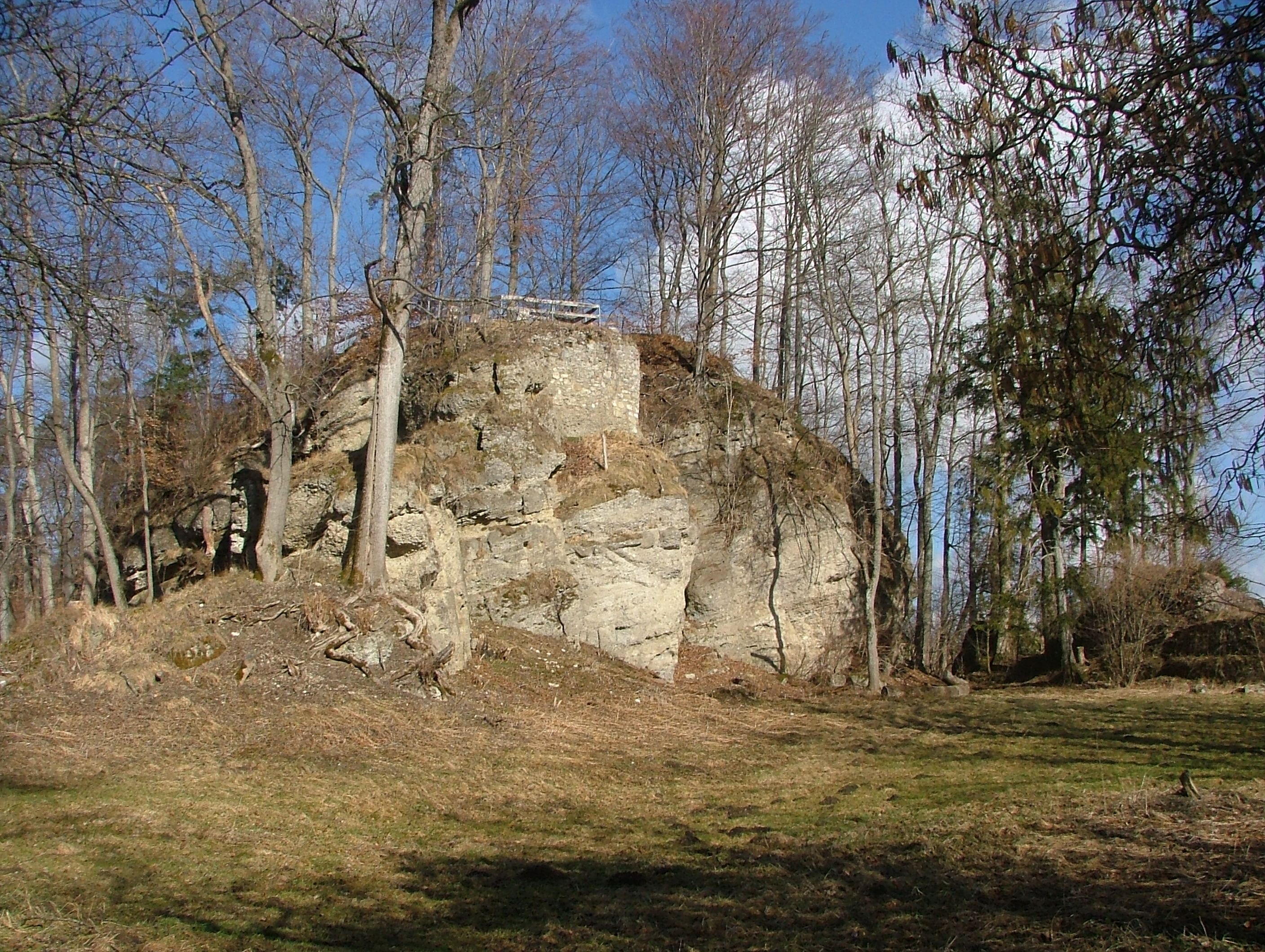
Reste der Burg Wagegg

Die Herrschaft Wagegg war eine Herrschaft mit Sitz auf Burg Wagegg. Die Edlen von Wagegg wurden um 1170 erstmals erwähnt. Um 1350 mussten sie die Burg verpfänden und bereits 1374 starben sie aus.
Ihr erledigtes Lehen ging an das Fürststift Kempten zurück und nach verschiedenen anderen Verleihungen im Jahr 1469 an die Herren von Laubenberg. Friedrich von Laubenberg war bis 1434 Fürstabt des Stiftes Kempten. 1581 ging das Lehen wieder an das Stift, wo es bis zur Säkularisation im Jahr 1803 verblieb. Die Herrschaft Wagegg, zu ihr gehörten unter anderem die Gerichte in Haldenwang und Börwang, gehörte zum Schwäbischen Reichskreis.
Im Jahr 1803 gelangte die Herrschaft an Bayern.